# Via ferrata Sass Rigais
La via ferrata Sass Rigais (in tedesco Klettersteig Sass Rigais) è una via ferrata che porta in cima al monte Sass Rigais (3025 m) nel gruppo delle Odle, in provincia di Bolzano.

## Descrizione del percorso

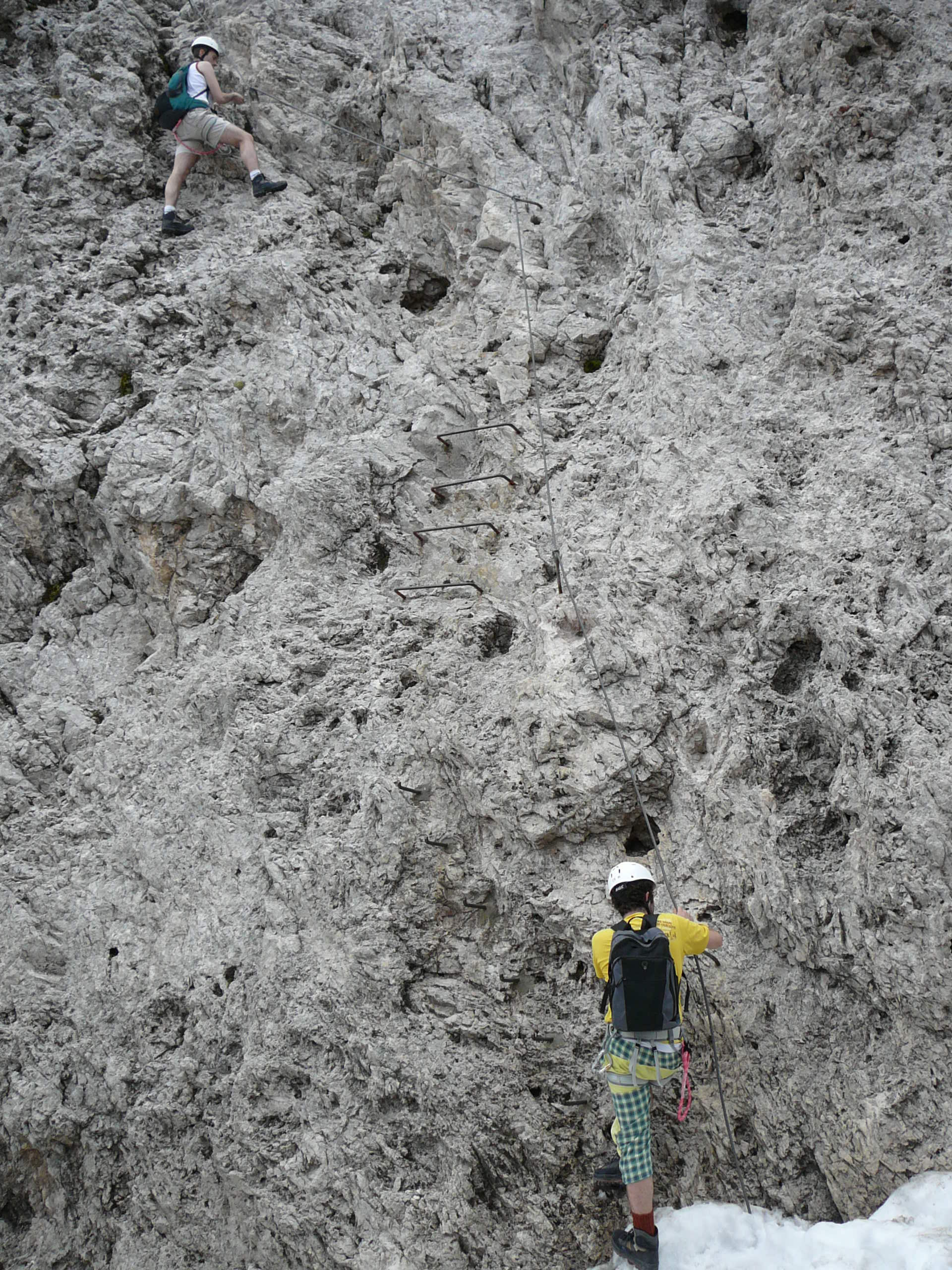
Un tratto della ferrata

Il percorso completo così descritto dura circa 6,5 ore.

### Avvicinamento
Per arrivare all'attacco della ferrata, il percorso tipico è salire da Santa Cristina Valgardena in val Gardena. Qui per facilitare la salita ci si può avvalere della cabinovia Col Raiser che da quota 1550 m porta a 2100 metri circa per un prezzo di circa 20 euro. Da qui è quindi necessario seguire le indicazioni per la via ferrata Sass Rigais.
Se ci si trova già in quota, ovvero al rifugio Firenze, la situazione cambia poco, in quanto bisogna comunque seguire un sentiero con le stesse indicazioni, per lo stesso tempo: un'ora circa.

### Via ferrata
Si tratta di una via ferrata circolare, con due accessi: sudovest e est. Qui si descriverà il primo.
Arrivati alla base del monte si segue il sentiero per la via ferrata sudovest, che porta ad un percorso orario. Dopo una ripida iniziale salita, si giunge all'attacco della via ferrata senza particolari difficoltà a parte due ponticelli in legno.
Terminato questo primo tratto di ferrata, segue una salita, dove qualche corda potrebbe essere d'utilizzo pratico. Ad un certo punto si trova un bivio per la forcella Mesdì, che non è da seguire. Infine si giunge all'ultimo tratto di ferrata, che porta alla cima, a quota 3025 m.

### Discesa

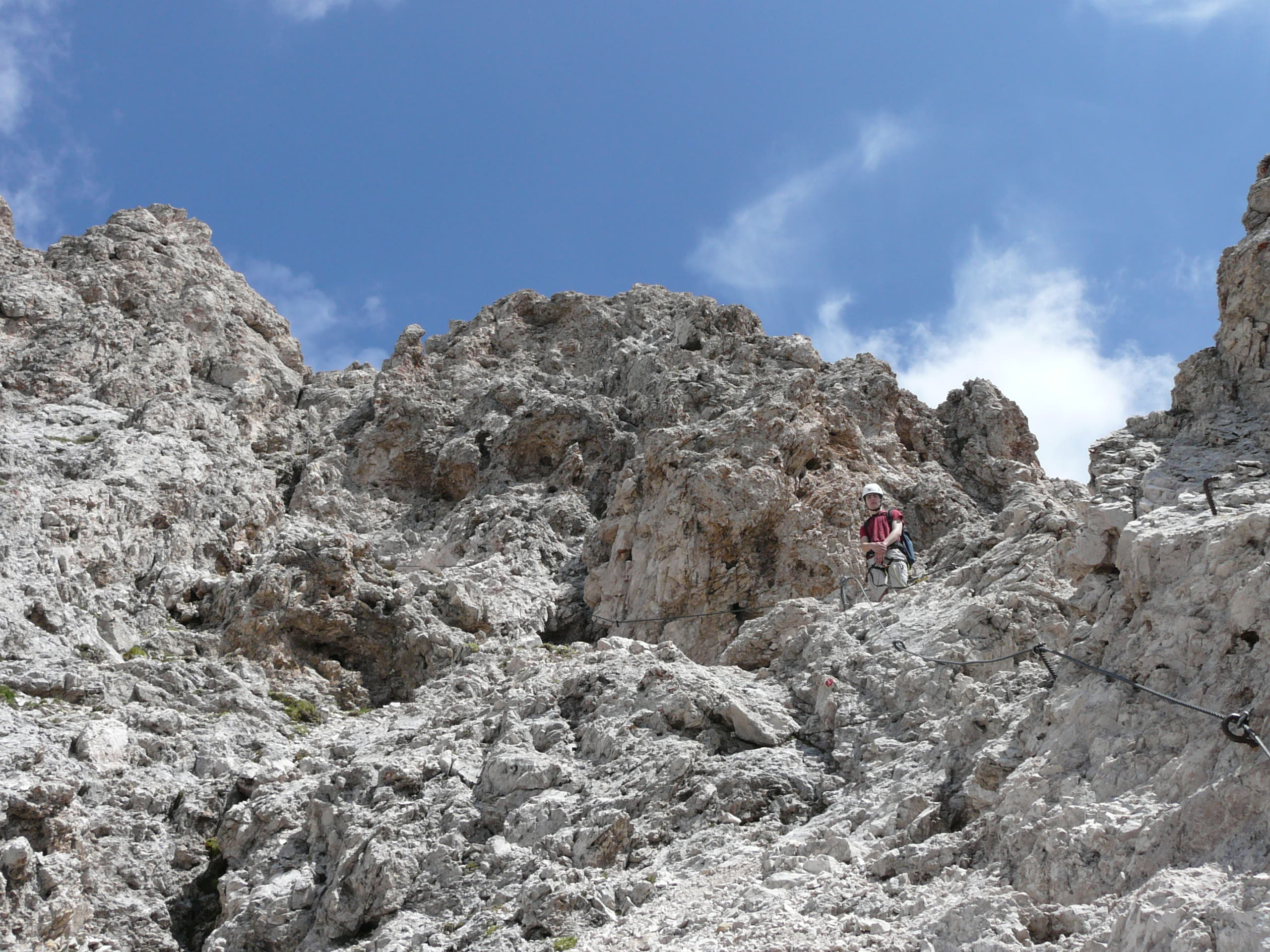
Altro tratto della ferrata

Per la discesa si può seguire ancora il tratto appena seguito, o scendere dall'altro versante.
Il giro può essere fatto indifferentemente in senso orario o in senso antiorario. Entrambi i percorsi sono alla portata di qualunque escursionista di buona gamba, in quanto non presentano particolari difficoltà tecniche e sono poco esposti.
Il percorso Est è costituito da una lunga salita lungo l'ampio canale detritico denominato Val Saliëries, che separa il Sass Rigais dalla Furchetta, e giunge alla forcella omonima, da cui compare un bel panorama sulla sottostante Val di Funes. Dalla forcella alla vetta ci sono ancora circa 300 metri di dislivello che si percorrono su facili roccette attrezzate.
Il percorso Sudovest, un poco più lungo, alterna brevi tratti rocciosi attrezzati con fune a lunghi tratti di sentiero terroso e sassoso; la parte finale, rocciosa, corre sull'ampia cresta terminale.